# Franco Tosi

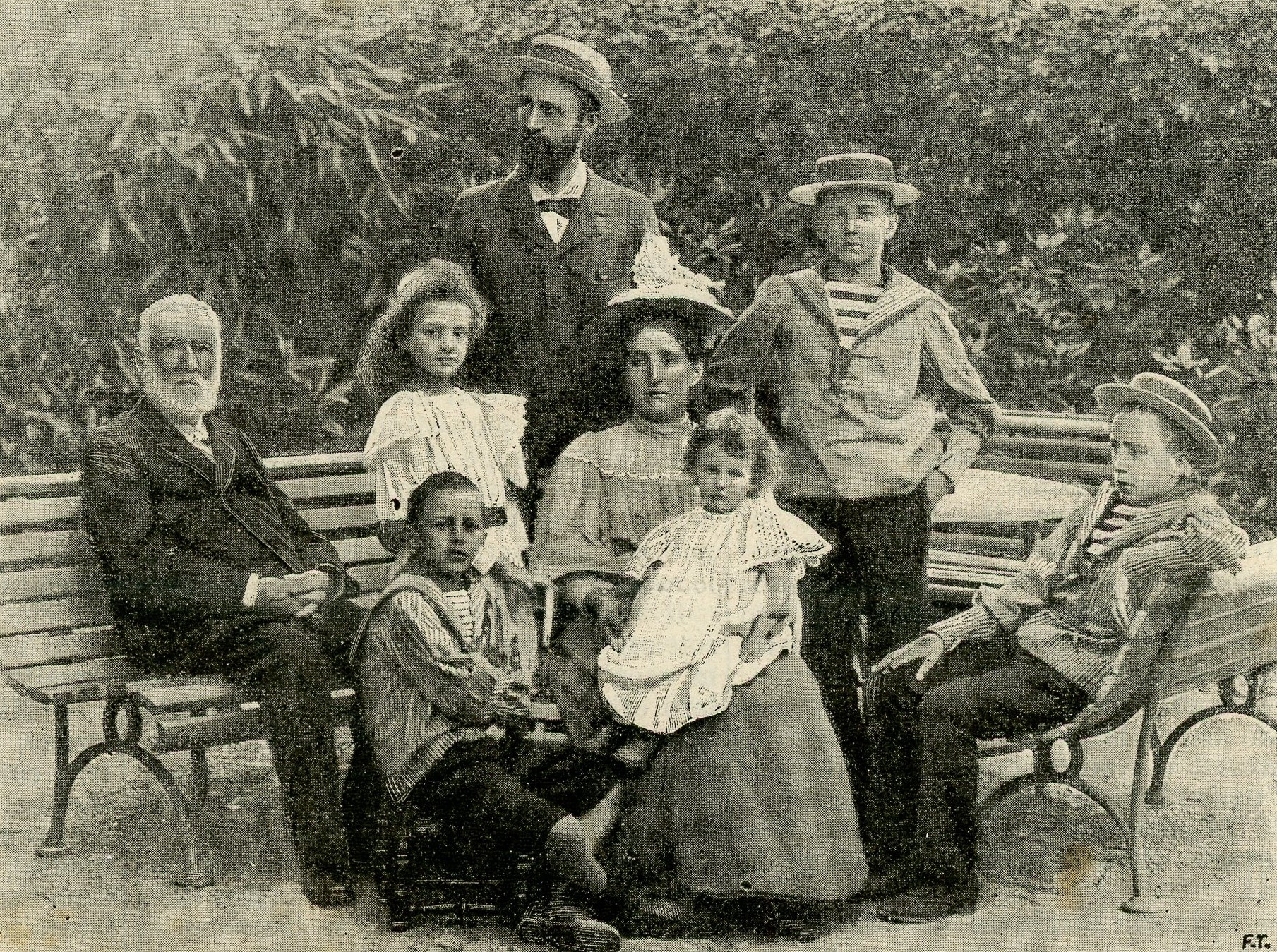
Franco Tosi (Mitte) mit Familie

Franco Tosi (* 21. April 1850 in Villa Cortese; † 25. November 1898 in Legnano) war ein italienischer Maschinenbauingenieur und Industrieller, Leiter des nach ihm benannten Unternehmens.
Nach längerer Tätigkeit im Ausland, darunter insbesondere in Deutschland, wurde er 1876 von Eugenio Cantoni zum Geschäftsführer der Cantoni-Krumm & C. berufen, eines Herstellers von Dampfmaschinen und Dampfkesseln. In dieser Zeit entwickelte er eine 3 PS (1877) und später die Ryder Dampfmaschine mit 40 bis 50 PS (1881). Im selben Jahr wird Tosi Teilhaber an dem Unternehmen, welches zu Franco Tosi & C. umfirmiert wird. 1884 wird Tosi alleiniger Eigentümer des Unternehmens.
Sein Unternehmen beschäftigte in den 1890er Jahren rund 600 Personen. Tosi trat durch die Einrichtung einer fortschrittlichen betrieblichen Krankenversorgung, sozialer Sicherung und Ausbildungsmaßnahmen hervor. Er wurde 1898 in der Nähe des Bahnhofs Legnano von einem Angestellten getötet.